# Kanton Bensberg
Der Kanton Bensberg war ein Kanton im Departement des Rheins von 1807 bis 1813.

## Geschichte
Nach der Gründung des Großherzogtums Berg im Jahr 1806 ging die großherzogliche Verwaltung im Oktober 1807 daran, das Land nach den in Frankreich bekannten Verwaltungsstrukturen zu organisieren. Die alten Strukturen und Ämter – also auch das Amt Porz – wurden aufgelöst. Das bergische Staatsgebiet wurde in Départements, Arrondissements, Kantone und Mairien eingeteilt.
Der Kanton Bensberg gehörte zum Arrondissement Mülheim am Rhein im Rheindepartement. Er war unterteilt in die Mairien Bensberg, Odenthal, Gladbach und Rösrath. Dabei entstand die Mairie Gladbach allerdings erst 1808 und die Mairie Bensberg ein weiteres Jahr später 1809. Nach dem Zusammenbruch der napoleonischen Herrschaft wurden die Arrondissements aufgelöst. Am 27. Januar 1814 wurde schließlich im Generalgouvernement Berg der provisorische Kreis Mülheim am Rhein, zu dem der Kanton Bensberg gehörte, gebildet. Die vier Mairien des Kantons bestanden als Bürgermeistereien auch im preußischen Kreis Mülheim am Rhein fort.

## Gliederung
Der Kanton gliederte sich in vier Mairien, die die folgenden Gebiete umfassten.

### Mairie Bensberg
Die Mairie wurde gebildet aus der Freiheit Bensberg, Honschaft Bensberg, Honschaft Herkenrath, Honschaft Immekeppel, Honschaft Eschbach, Honschaft Refrath und der Honschaft Dürscheid. Dies entsprach dem früheren Botenamt Herkenrath.

### Mairie Odenthal
Die Mairie umfasste das Kirchspiel Odenthal mitsamt allen dazugehörenden Ortschaften. Dies entsprach der früheren Herrschaft Odenthal.

### Mairie Gladbach
Die Mairie umfasste die Honschaft Combüchen, Honschaft Paffrath, Honschaft Gladbach, Honschaft Gronau und die Honschaft Sand. Dies entsprach dem früheren Botenamt Gladbach.

### Mairie Rösrath
Die Mairie umfasste die Honschaft Volberg, Honschaft Forsbach, Honschaft Bleifeld, Honschaft Lughausen, Honschaft Rösrath, Honschaft Menzlingen und die Honschaft Hasbach. Dies entsprach dem früheren Botenamt Volberg.